# シェリー・ノース
シェリー・ノース（Sheree North, 本名：Dawn Shirley Crang、1932年1月17日 - 2005年11月4日）は、アメリカ合衆国の女優。
ロサンゼルス出身。1951年にデビュー、1950年代に数多くの映画に出演、特にマリリン・モンローの代わりを務める魅力的な女優として起用された。後年、彼女はモンローに関するドキュメンタリーや番組に出演したり、インタビューを受けた。1980年のテレビ映画『伝説のマリリン・モンロー』ではモンローの母親役を演じた。その後はテレビドラマや舞台でも活動した。
2005年11月4日、ロサンゼルス市内の病院で受けた手術後の合併症のため死去。72歳。

## 主な出演作品

### 映画
- 底抜けニューヨークの休日 Living It Up (1954)
- スカートをはいた中尉さん The Lieutenant Wore Skirts (1956)
- 大戦争 In Love and War (1958)
- 恋愛候補生 Mardi Gras (1958)
- 呪いの深海獣 Destination Inner Space (1966)
- 刑事マディガン Madigan (1968)
- トラブル・ウィズ・ガール The Trouble with Girls (1969)
- さすらいの大空 The Gypsy Moths (1969)
- 追跡者 Lawman (1971)
- 夜の大捜査線/霧のストレンジャー The Organization (1971)
- 誘拐 Snatched (1973) テレビ映画
- 突破口! Charley Varrick (1973)
- 組織 The Outfit (1973)
- 連続殺人・恐怖のスキー場 Winter Kill (1974) テレビ映画
- ブレイクアウト Breakout (1975)
- ラスト・シューティスト The Shootist (1976)
- フロリダ・ハイジャック/衝撃!人質は世界の美女たち!! The Night They Took Miss Beautiful (1977) テレビ映画
- テレフォン Telefon (1977)
- ストリッパー/母の素顔 Portrait of a Stripper (1979) テレビ映画
- 伝説のマリリン・モンロー Marilyn: The Untold Story (1980) テレビ映画
- LEGS/コーラスライン'87 Legs (1983) テレビ映画
- マニアック・コップ Maniac Cop (1988)
- 私立探偵ジェイク Jake Spanner, Private Eye (1989) テレビ映画
- コールド・ドッグ・スープ Cold Dog Soup (1990)
- ディフェンスレス/密会 Defenseless (1991)
- スーザンズ・プラン 殺せないダーリン Susan's Plan (1998)

### テレビドラマ
- スケルトンの大笑劇場 The Red Skelton Show (1954)
- プレイハウス90 Playhouse 90 (1957)
- アンタッチャブル The Untouchables (1963)
- ガンスモーク Gunsmoke (1963)
- イレブンス・アワー The Eleventh Hour (1963)
- バークにまかせろ Burke's Law (1963-1965)
- ブレイキング・ポイント Breaking Point (1964)
- 大冒険 The Great Adventure (1964)
- ベン・ケーシー Ben Casey (1964)
- 地上最大のショウ The Greatest Show on Earth (1964)
- バージニアン The Virginian (1964-1966)
- 逃亡者 The Fugitive (1965-1967)
- バークレー牧場 The Big Valley (1966)
- アイアン・ホース Iron Horse (1966)
- マニックス Mannix (1968)
- 略奪された100人の花嫁 Here Come the Brides (1968)
- さすらいのライダー Then Came Bronson (1969)
- ネーム・オブ・ザ・ゲーム The Name of the Game (1970)
- ジグザグ Most Deadly Game (1970)
- インターン The Interns (1971)
- 大統領のスキャンダル Vanished (1971)
- 外科医ギャノン Medical Center (1971-1975)
- 西部二人組 Alias Smith and Jones (1972)
- 探偵キャノン Cannon (1972)
- 署長マクミラン McMillan & Wife (1973)
- 燃えよ! カンフー Kung Fu (1973)
- ハリウッド殺人事件 Hawkins: Murder in Movieland (1973)
- サンフランシスコ捜査線 The Streets of San Francisco (1973)
- 刑事コジャック Kojak (1974)
- ハワイ5-0 Hawaii Five-O (1974)
- 名探偵ジョーンズ Barnaby Jones (1974)
- 爆走トラック16トン Movin' On (1974)
- メアリー・タイラー・ムーア・ショー Mary Tyler Moore (1974-1975)
- ドクター・ウェルビー Marcus Welby, M.D. (1976)
- 特捜隊長エバース Most Wanted (1976)
- 華麗な探偵ピート&マック Switch (1977)
- 刑事バレッタ Baretta (1977)
- 未来警察 Future Cop (1977)
- ファンタジー・アイランド Fantasy Island (1978)
- 私立探偵マグナム Magnum, P.I. (1984)
- Dr.トラッパー/サンフランシスコ病院物語 Trapper John, M.D. (1985)
- マトロック Matlock (1986)
- ジェシカおばさんの事件簿 Murder, She Wrote (1987)
- フレディの悪夢 Freddy's Nightmares (1989)
- 刑事ハンター Hunter (1989)
- となりのサインフェルド Seinfeld (1995-1998)

## 関連人物
- マリリン・モンロー